# Steve Archibald
Steven „Steve“ Archibald (* 27. September 1956 in Glasgow) ist ein ehemaliger schottischer Fußballspieler und -trainer. Er spielte im Sturm. Steve Archibald spielte 27 Mal für die schottische Fußballnationalmannschaft, nahm mit ihr an den Fußball-Weltmeisterschaften 1982 (3 Einsätze/1 Tor) und 1986 (1 Einsatz) teil. Für das Nationalteam schoss er zwischen 1980 und 1986 vier Tore.

## Spielerkarriere
Seine Karriere begann er 1974 beim FC Clyde, den er 1977 in Richtung FC Aberdeen verließ. Unter Trainer Alex Ferguson wurde Archibald mit Aberdeen im Jahr 1980 schottischer Meister. Zwischen 1980 und 1984 spielte er für Tottenham Hotspur. Mit den Spurs gewann er den FA Cup 1981 und 1982 sowie den UEFA-Pokal 1984. Zur Saison 1984/85 wechselte er zum FC Barcelona, wo er einer der ausländischen Stars neben Gary Lineker und Mark Hughes war. 1987 wechselte er für ein Jahr auf Leihbasis zu den Blackburn Rovers. 1988 kehrte er in seine Heimat zurück und spielte zwei Jahre für Hibernian Edinburgh. 1990 verpflichtete ihn Espanyol Barcelona. Dort kam er aber nicht zum Einsatz, was ihn dazu veranlasste den Klub zu verlassen. Für ein Jahr spielte er beim FC St. Mirren. 1992 wechselte er zu seinem Ur-Klub, dem FC Clyde. Dort kam er aber nur zweimal zum Einsatz. Im selben Jahr wechselte er zum FC Fulham. Doch dort kam er sogar nur einmal zum Zuge. Später spielte er für diverse schottische englische und irische Vereine. 1994 wechselte er zum letzten Mal den Klub: diesmal hieß die Station FC East Fife. Dort beendete er 1996 seine Karriere und übernahm im selben Klub für zwei Jahre den Trainer-Posten. Im Jahr 2000 versuchte er sich beim Airdrieonians FC einzukaufen, brachte einige Spieler mit und trainierte die Mannschaft, bis er den Verein im März 2001 wieder verließ, da sein Gebot scheiterte. Heute arbeitet er als Geschäftsführer eines Energieversorgers in Spanien.

## Titel und Erfolge
- Schottischer Meister: 1980
- FA-Cup-Sieger: 1981 und 1982
- Ligapokalfinalist: 1982
- UEFA-Pokal-Sieger: 1984
- Spanischer Meister: 1985